# Portogallo ai XXIV Giochi olimpici invernali
Il Portogallo ha partecipato ai XXIV Giochi olimpici invernali che si sono svolti a Pechino, Cina, dal 4 al 20 febbraio 2022. La delegazione era composta da 3 atleti, 2 uomini e una donna.

## Delegazione
| Sport        | Uomini | Donne | Totale |
| ------------ | ------ | ----- | ------ |
| Sci alpino   | 1      | 1     | 2      |
| Sci di fondo | 1      | 0     | 1      |
| Totale       | 2      | 1     | 3      |

## Sci alpino
| Atleta           | Evento                    | 1ª manche | 1ª manche | 2ª manche | 2ª manche | Totale  | Totale    |
| Atleta           | Evento                    | Tempo     | Posizione | Tempo     | Posizione | Tempo   | Posizione |
| ---------------- | ------------------------- | --------- | --------- | --------- | --------- | ------- | --------- |
| Ricardo Brancal  | Slalom gigante maschile   | 1'16"83   | 42º       | 1'20"57   | 36º       | 2'37"40 | 37º       |
| Ricardo Brancal  | Slalom speciale maschile  | 1'06"24   | 46º       | 1'00"07   | 38º       | 2'06"31 | 39º       |
| Vanina Guerillot | Slalom gigante femminile  | 1'10"59   | 56ª       | 1'06"33   | 39ª       | 2'16"92 | 43ª       |
| Vanina Guerillot | Slalom speciale femminile | 59"45     | 46ª       | DNF       | DNF       | DNF     | DNF       |

## Sci di fondo
| Atleta      | Evento         | Tempo   | Distacco | Posizione |
| ----------- | -------------- | ------- | -------- | --------- |
| José Cabeça | 15 km maschile | 49'12"0 | +11'17"2 | 88º       |